# چه خبر شد خانم سیمون؟
«چه خبر شد خانم سیمون؟» (انگلیسی: What Happened, Miss Simone?) فیلمی آمریکایی در سبک مستند است که در سال ۲۰۱۵ منتشر شد.